# Drepanocladus austro-aduncus
Drepanocladus austro-aduncus är en bladmossart som beskrevs av Brotherus och Jean Édouard Gabriel Narcisse Paris 1909. Drepanocladus austro-aduncus ingår i släktet krokmossor, och familjen Amblystegiaceae. Inga underarter finns listade i Catalogue of Life.